# لهجة معانية
الهجة المعانية إحدى اللهجات الاردنية تتميز بها مدينة معان عن باقي الأردن وأكثر ما يميزها قلب التاء المربوطة إلى ياء مثل مدرسة تصبح مدرسي الرقم خمسة يصبح خمسي وما يمزها أيضا تفخيم الاحرف واعطاء اصوات الكلام حقها ومن أشهر المفردات التي تميزها عن باقي اللهجات الأردنية
تترودح: تتمايل
مبارح تلولا: قبل أمس
عكيس: لأجل
مديدم: تعبان
قرمبع: نفايات
قعاب: ومفردها قعب وتعني العلب المعدنيه 
تجوّد: أي تشبث حتى لا تقع
شدك: ماذا تريد
لوي: لماذا
ما ودي: لا اريد
زمقتني: زهقتني (مللتني)
وينه: اين هو
هاناهات: هيو ه
سحلة: زبدية
بكريك: أي اعطيك كروة وهي المكافأة 
أرتبع: أنتبه 
دمس: حجر 
أتمقل: من مقلة العين وترمز هنا آلى النظر بأمعان شديد